# تری‌نیتروتری‌آزین
تری‌نیتروتری‌آزین (به انگلیسی: Trinitrotriazine) با فرمول شیمیایی C۳N۶O۶ یک ترکیب شیمیایی است. که جرم مولی آن ۲۱۶٫۰۷ g/mol می‌باشد. 